# 臺南三山國王廟
23°00′06″N 120°12′10″E / 23.001708°N 120.202846°E
臺南三山國王廟位於臺灣臺南市北區，為中華民國國定古蹟。廟內主祀三山國王，左右殿分別奉祀天后聖母與韓文公。

## 沿革

### 創建年代爭議
地方志的記錄
清乾隆十七年（1752年）間，魯鼎梅主修、王必昌纂輯之《重修臺灣縣志》紀錄：「三山國王廟在小北門內鎮北坊水仔尾。廟祀粵潮州巾山、明山、獨山之神（三山在揭陽縣界。原廟在巾山之麓，賜額「明貺」。潮之諸邑，皆有祠祀。粵人來臺者，咸奉其香火，故建廟云）。雍正七年（1729年），知縣楊允璽、左營遊擊林夢熊率粵東諸商民建 。」是臺南三山國王廟最早的歷史紀錄。
前嶋信次的乾隆七年說
前島信次在1938年發表的〈臺南の古廟〉一文中，依據三點理由認為臺南三山國王廟創見時間應為乾隆七年，而非《重修臺灣縣志》所載的雍正七年：
1. 創建人中知縣楊允璽、游擊林夢熊乃自乾隆七年（1742年）來臺，且廟中未曾發現雍正年間的匾額或碑記。
2. 乾隆二十九年（1764年）所修之《重修臺灣縣志》中，所記錄徐德峻〈新建三山明貺廟碑記〉中記載「壬申小春之月動工，癸酉冬季之辰完竣。」的字句。顯示這間三山國王的修建乾隆壬申（乾隆十七年，1752年）到乾隆癸酉（乾隆十八年，1753年），應是徐德峻筆誤，實為乾隆七年（1742年）至九年（1744年）。
3. 臺南三山國王廟雖存有乾隆七年以前，巡臺御史楊二酉之木製題聯(現已不存)，但前島信次認為楊二酉是山西 出身之官吏，與臺南三山國王廟素無淵源，年代雖早，卻應是後人仿其筆跡刻寫，與該廟關係不深。

雍正七年說
戴文鋒在〈臺南三山國王廟創建年代考論〉中，提出以下觀點：
1. 透過分析《重修臺灣縣志》作者修書的經過與廟記的記載，論證因修志使用潤飾筆法，而將兩位後來的官吏列入建廟之事中。
2. 徐德峻之碑文紀錄「擇地於邑西城廂」之地理位置，與臺南三山國王廟「在小北門內鎮北坊水仔尾」之記錄有所差異。並指出其記錄應為現今嘉義市成仁街三山國王廟廣寧宮。
3. 臺南三山國王廟存有巡臺御史楊二酉的木製對聯，進一步考證其來臺任職期間為乾隆四年（1739年）至六年（1741年）之際。則臺南三山國王廟不可能遲至乾隆七年方才建造。

戴氏重新肯定的臺南三山國王廟是雍正七年（1729年）創建的說法。

### 發展

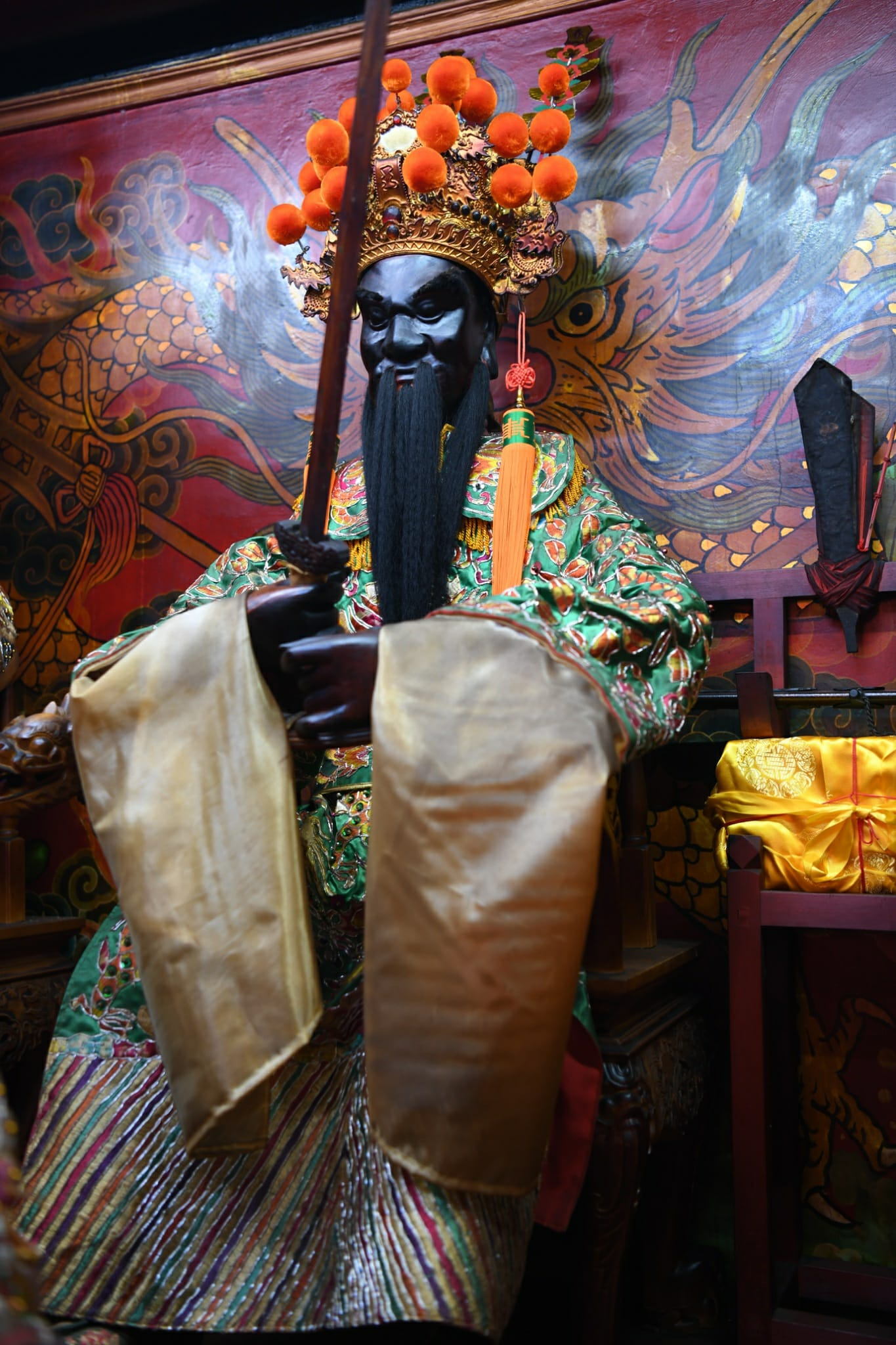
臺南三山國王廟 鎮殿獨山國王。

在乾隆三十七年（1772年）時，潮州舉人傅修、林文榜等潮州人士增建韓文公祠，並為了提供祭祀費用，而買了店屋三間，在舊縣頂市仔頭收租。而在興建韓文公祠之前，廟左側的聖母祠應已興建。乾隆四十一年（1776年）時，臺灣總兵官顏鳴皋提倡整修，此次並將韓文公祠改建成與主廟相連的兩進式廟宇。八年後（1784年），又進行了一次大規模整修，這次整修並大致定下了三山國王廟的樣貌。而後嘉慶七年（1802年）時，監生翁峻和生員陳應機等人予以重修，這次除整修韓文公祠外，並於廟後添置了會館以供潮州人往來臺灣與中國大陸，另外也又買了六間店屋，將租金收入作為祭祀費用。此後在道光二十二年（1842年）、咸豐十年（1860年）、同治三年（1864年）與光緒十三年（1887年）時又陸續有整修過。
日治時期的1899年4月9日，總督府在此設置「台南師範學校」。1918年，該校擴編改制成「台灣總督府國語學校設立台南分校」，並遷到赤崁樓。之後廟產遭到盜賣，韓文公祠與天后聖母祠淪為肥料倉庫，後殿則變成線香製造及木工廠。
進入民國之後，廟產因收歸國有而缺乏管理，直到五十三年（1964年）申請宗教團體登記後，該廟才由臺南市潮汕同鄉會管理，十年後（1974年4月2日）才又成立了廟宇管理委員會。而因這段期間廟宇外貌殘破，遂於五十八年（1969年）進行整修，之後廟方、信眾又進行數次維修。而在八十三年（1994年）時，由政府出資進行大規模維修，工程從該年4月20日持續到八十五年（1996年）11月26日方告竣工，而成今貌。

## 建築特色

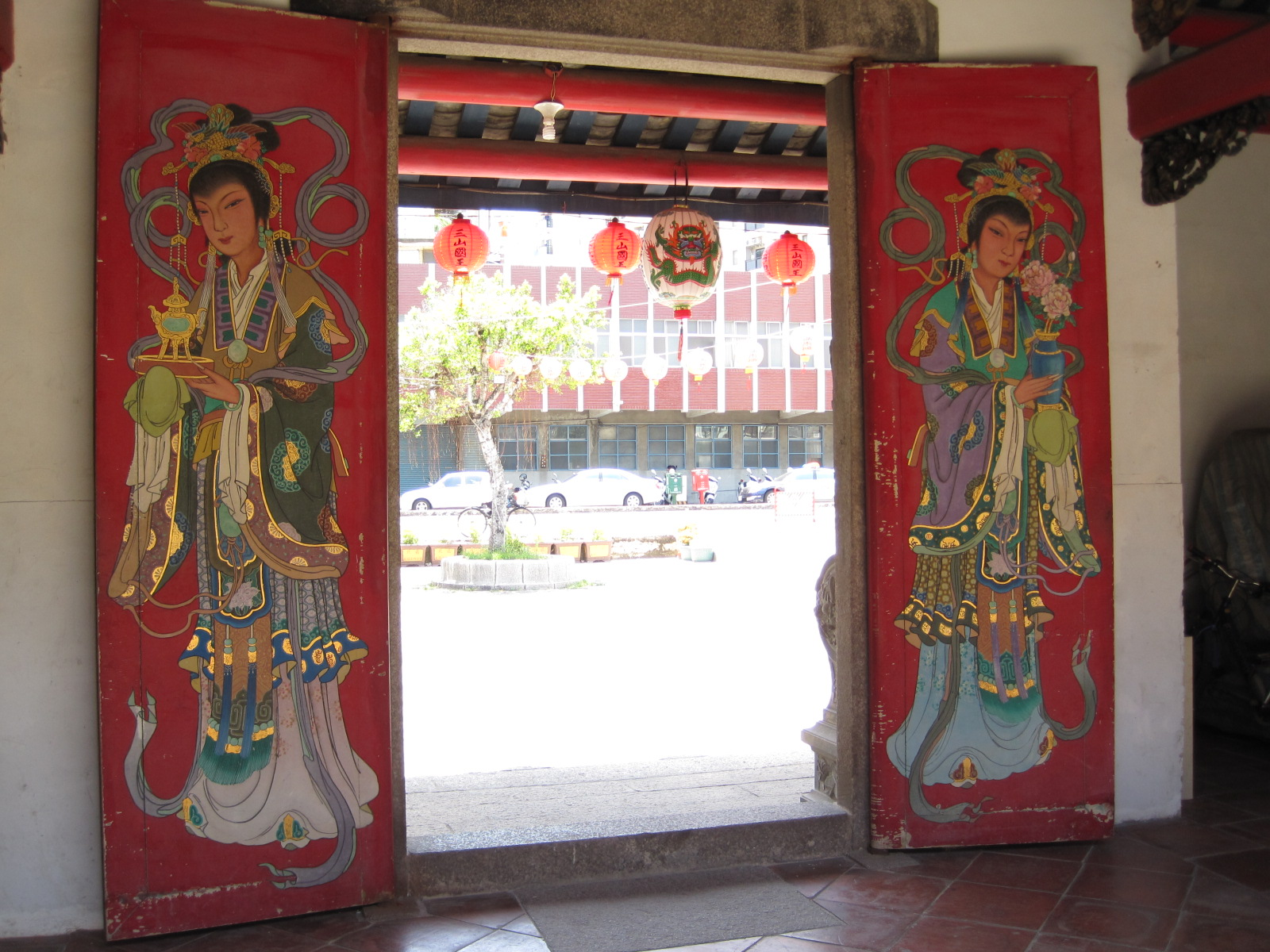
天后聖母祠的門神

該廟座東向西，面寬是由三棟三開間的祠廟組成。中間是三山國王殿，由三川殿、拜殿及正殿組成，而拜殿兩側有著龍虎井。而左右兩側的韓文公祠與天后聖母祠空間布局則大致相同，由三川殿及正殿組成，兩殿以過水廊相接，內埕則有水井。而在三山國王廟與天后聖母祠均有門可通後埕，再接會館。後殿中央祀有三山國王夫人，一度移至正殿祭拜，現已移回；龍邊設有誠心壇，為三山國王廟之公堂。
其建材均由潮州運來，並雇潮州匠師營建，故呈現與臺灣廟宇常見之閩南式建築不同的潮州式風格。例如廟牆是以磚疊砌，再塗以白灰，無牆堵裝飾；屋瓦是典型仰瓦灰梗與綠釉瓦當滴水，且屋脊平直無翹起等。

## 活動

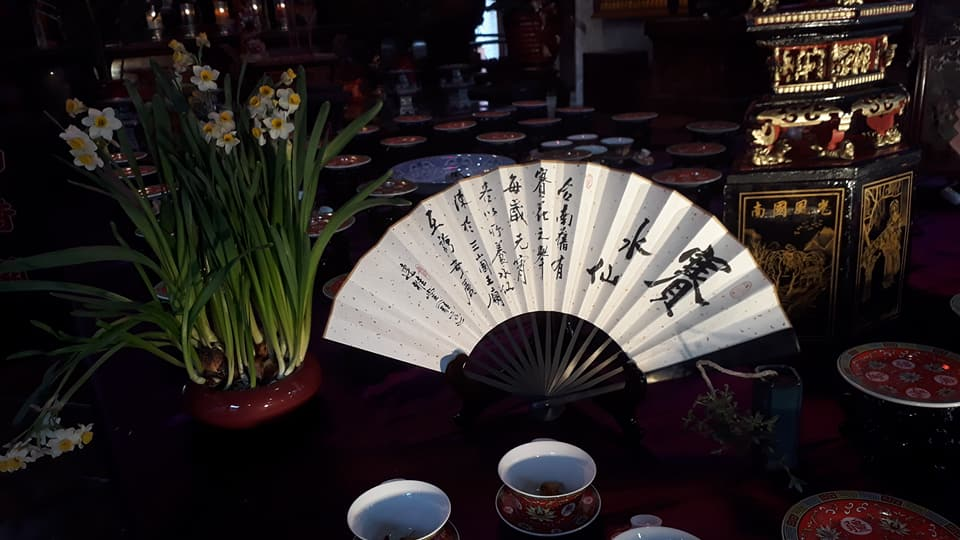
臺南三山國王廟 【賽水仙】

### 三山國王聖誕
每當主神－三山國王聖誕，廟方會舉行祀宴、犒軍等活動，其中又以獨山國王聖誕時最為盛大。
- 巾山國王聖誕：農曆二月廿五日
- 明山國王聖誕：農曆六月廿五日
- 獨山國王聖誕：農曆九月廿五日

### 慶元宵 賽水仙
連雅堂《雅言》：「台南舊有賽花之舉。每歲元宵，各以所養水仙陳於三山國王廟，互誇奇麗」。從清朝開始，每年元宵節時，潮州為慶祝元宵節，便會舉行如放煙火、水仙花展以及演潮劇奏潮樂等活動以酬神，是昔日府城之盛事。惟自九一八事變隔年起便停止放煙火及辦水仙花展，直到進入民國才逐漸恢復活動之舉行。

## 圖片

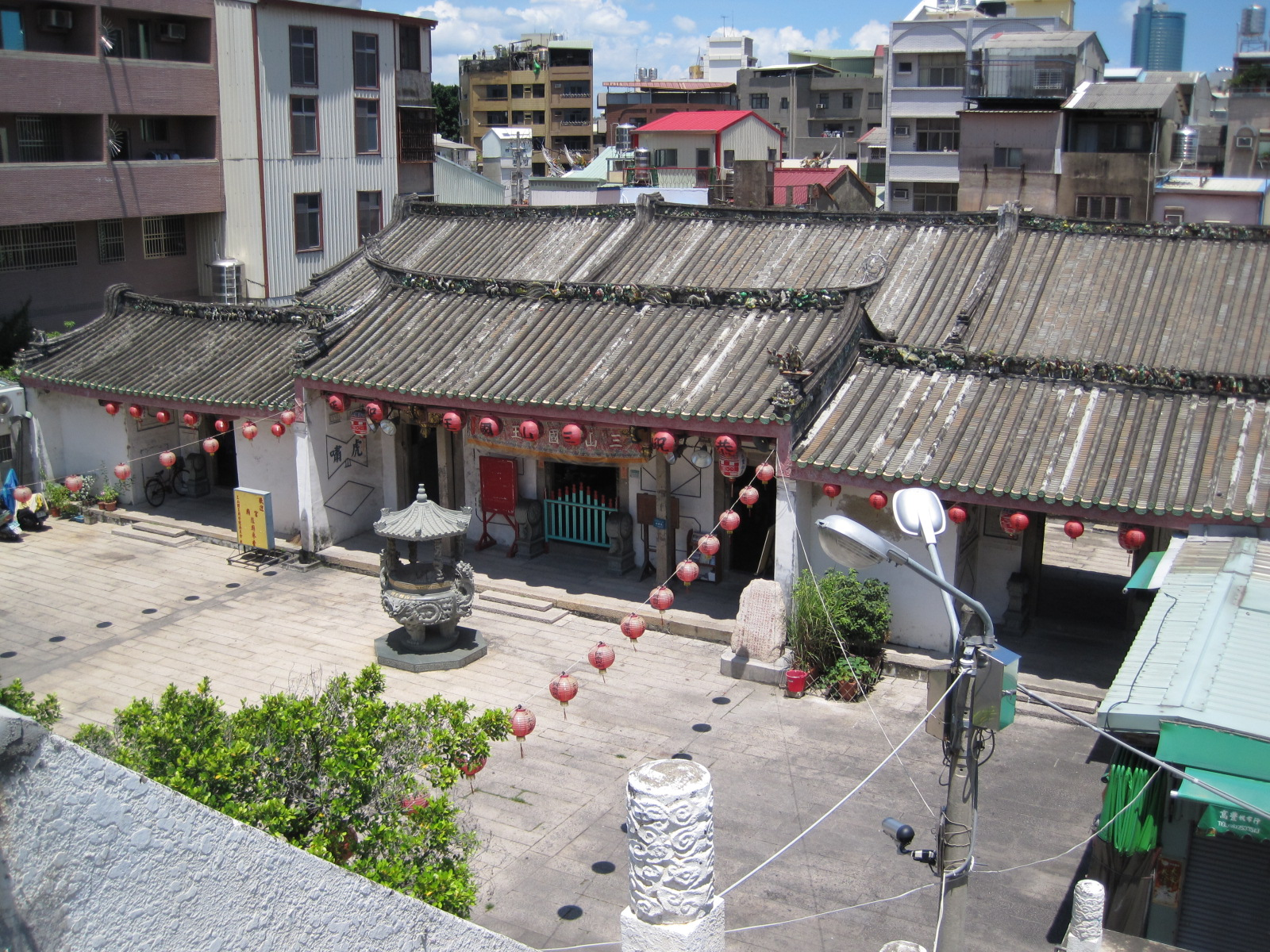
從附近天橋拍攝之三山國王廟
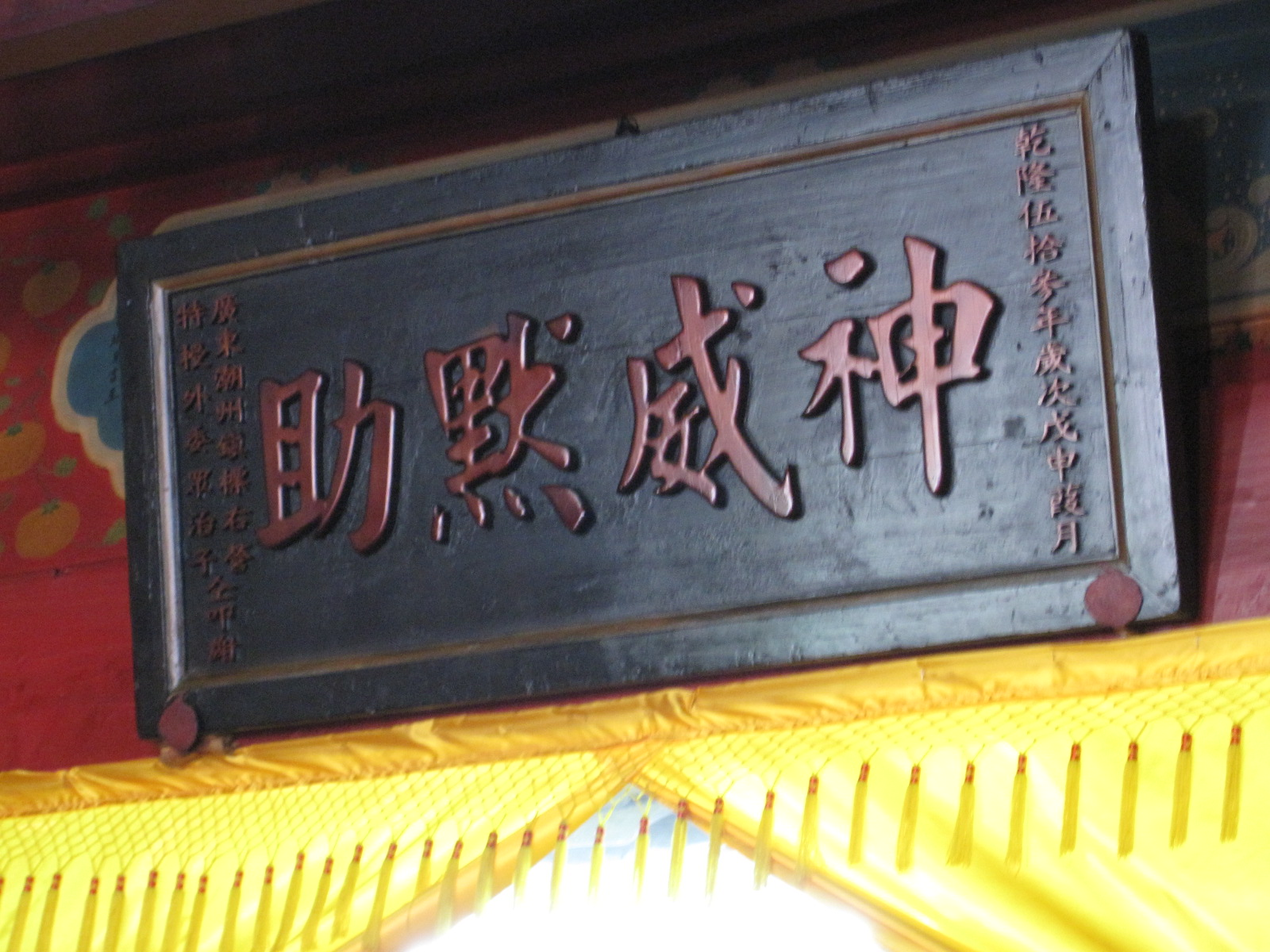
「神威默助」匾
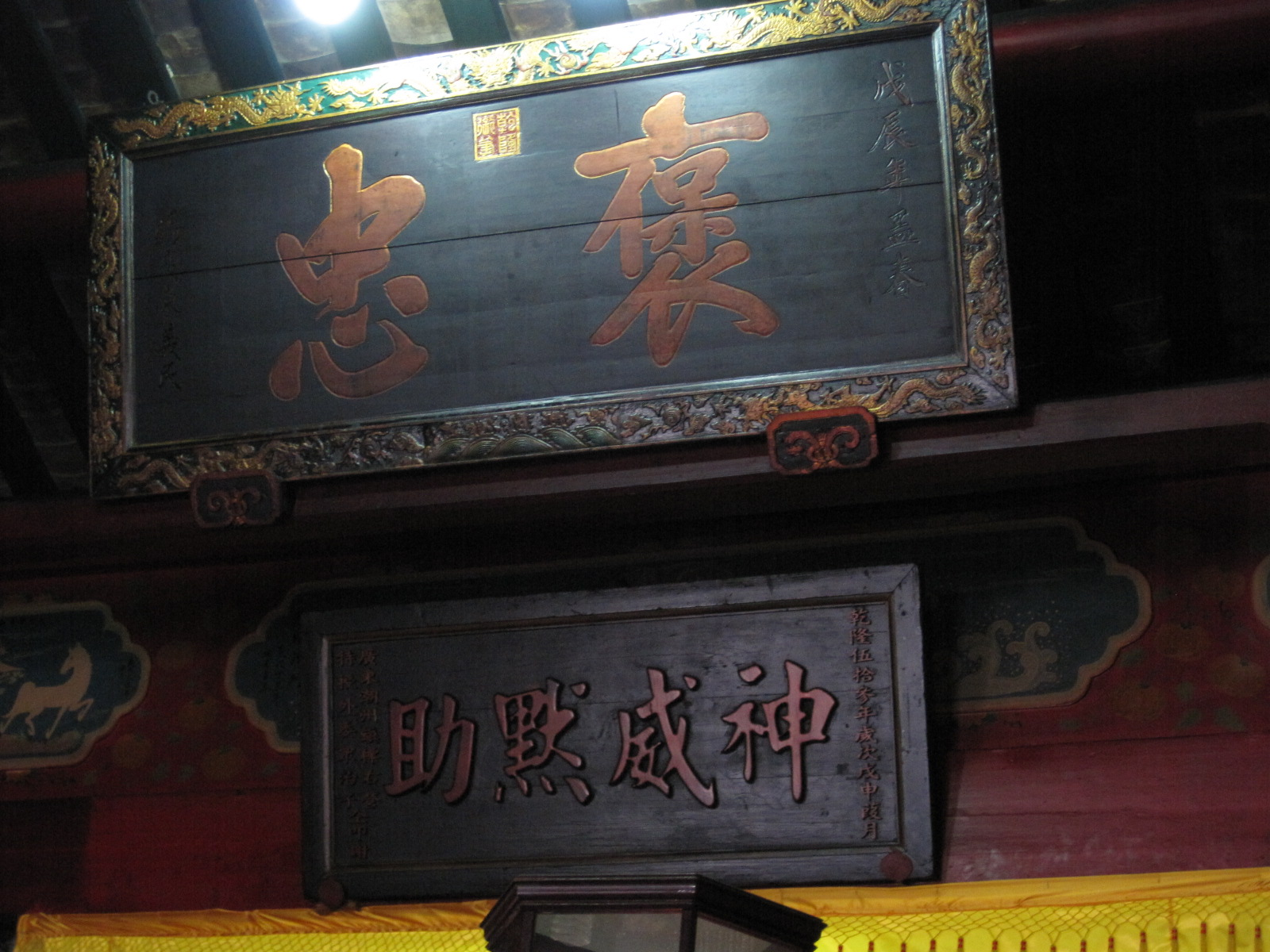
御賜「褒忠」匾(「神威默助」匾上方)
拜殿之龍浮雕
拜殿之虎浮雕
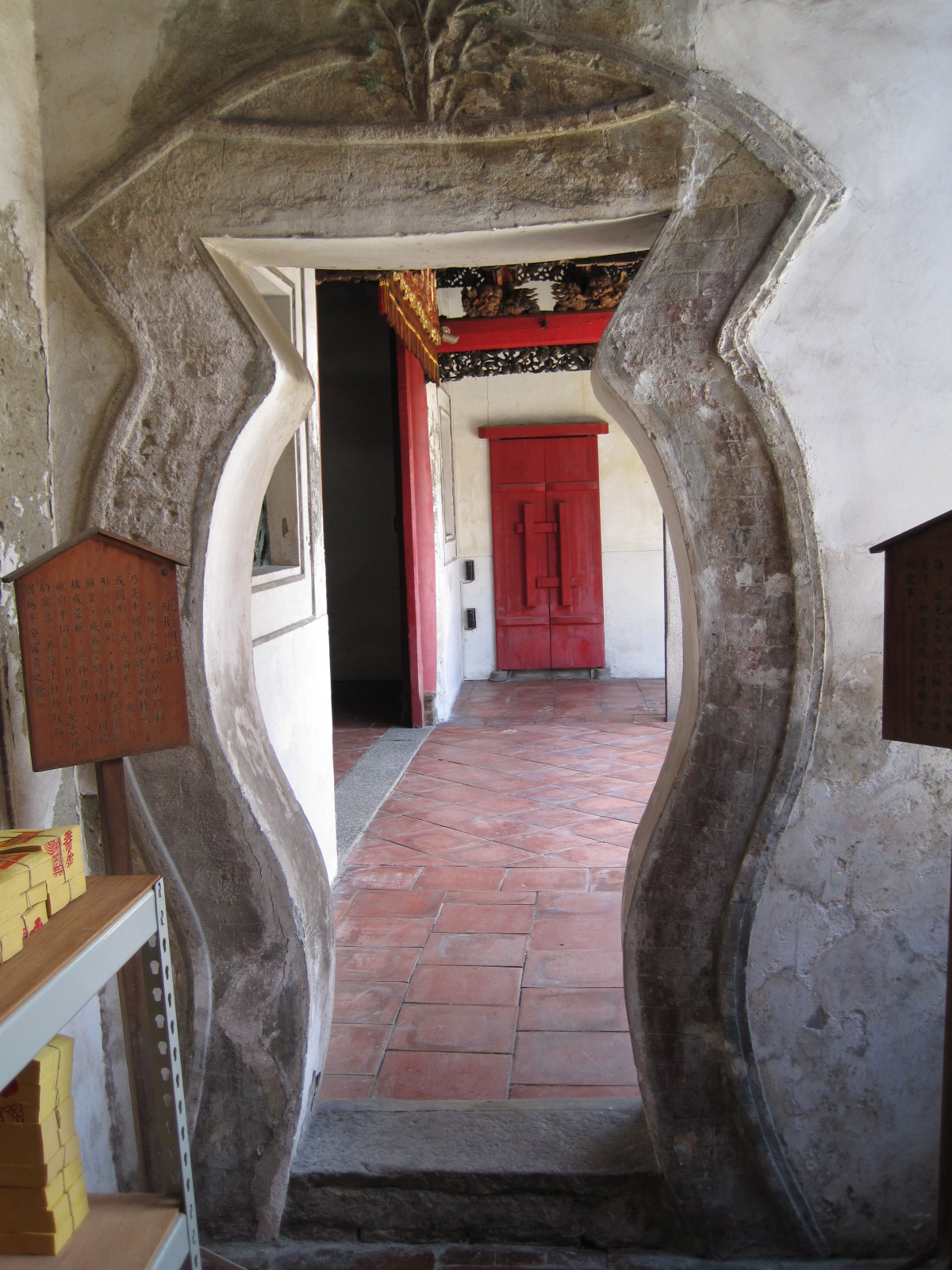
廟內之花瓶造型門洞
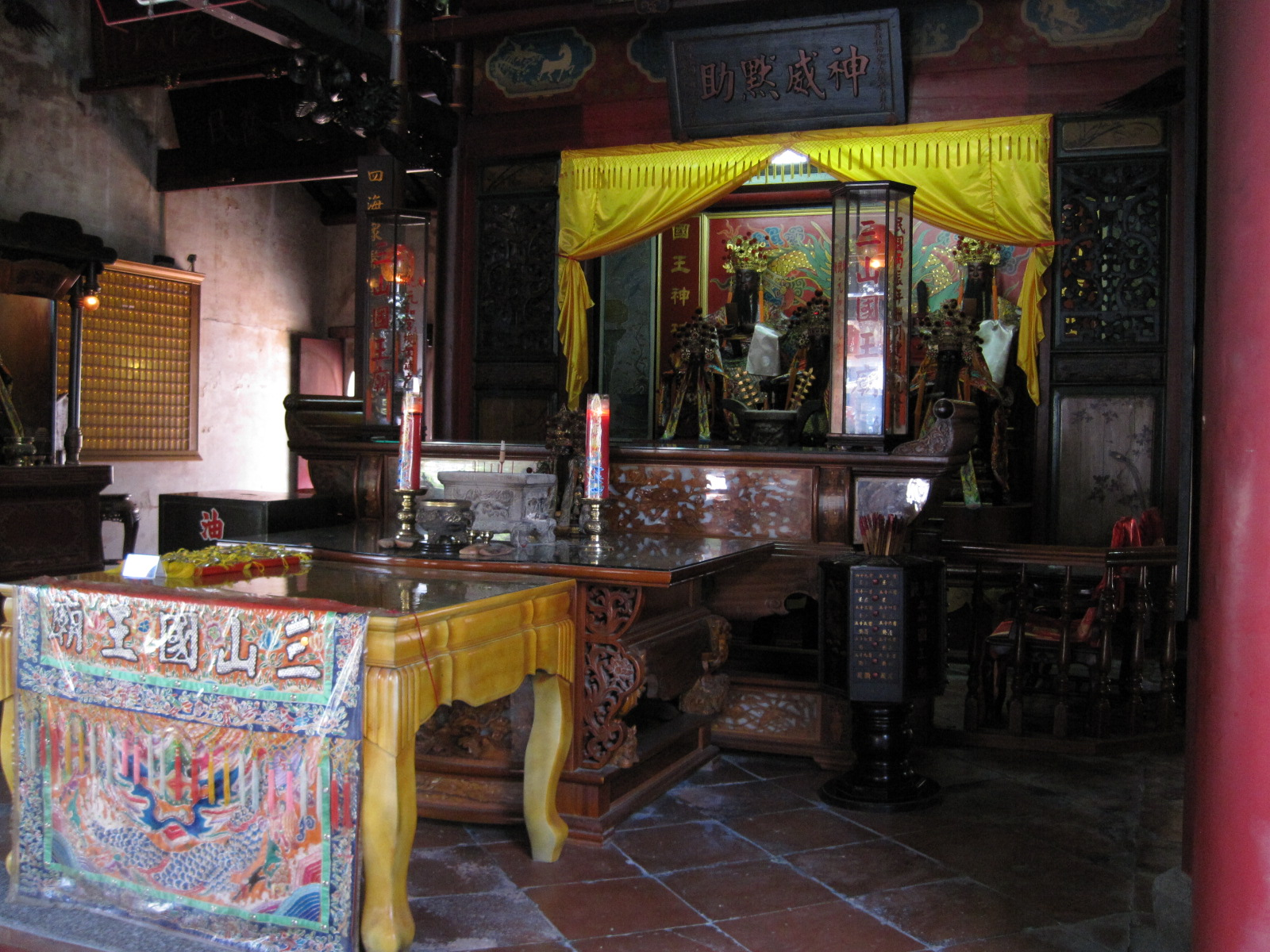
正殿
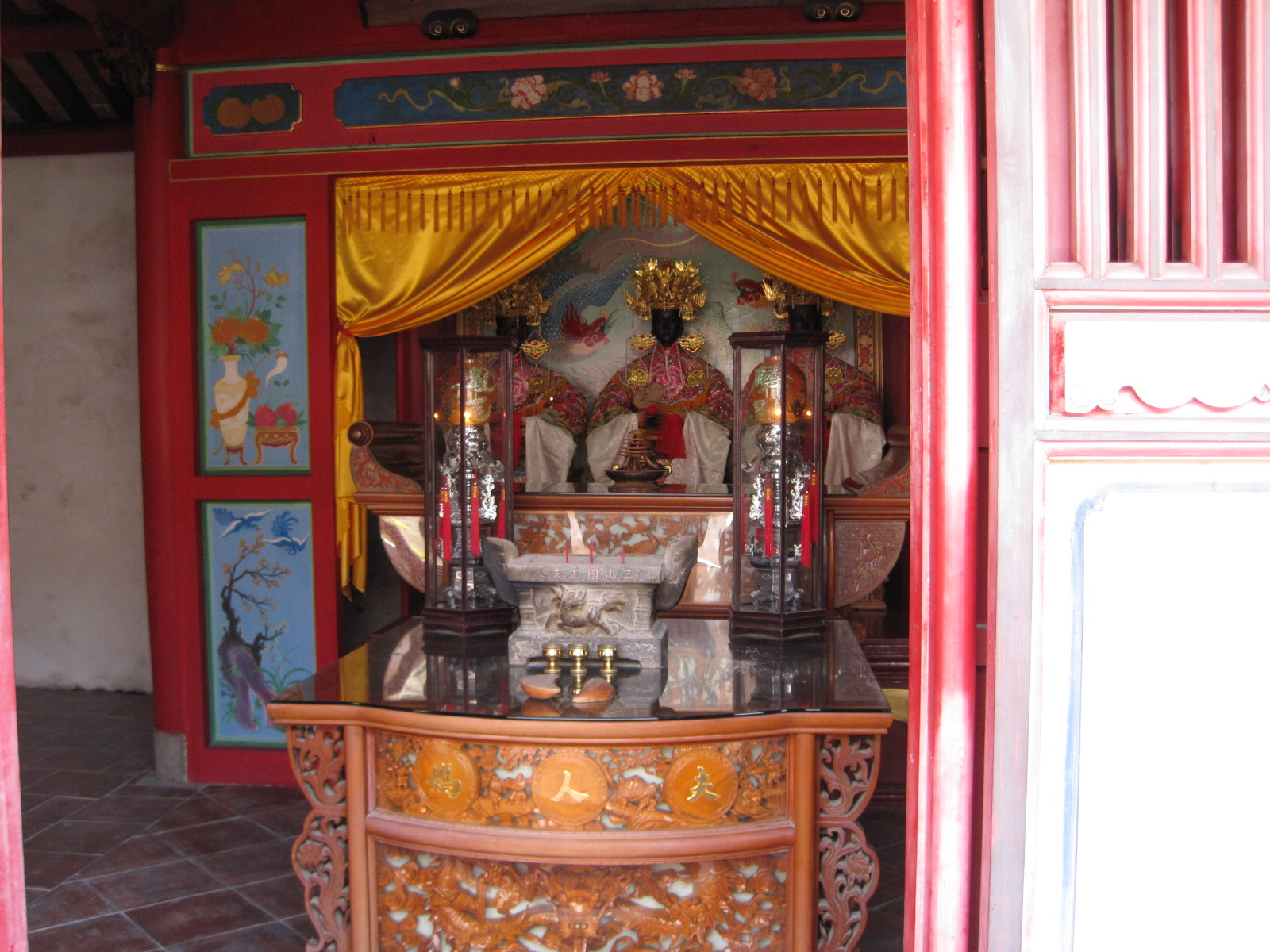
後殿奉祀的三山國王夫人
韓文公祠之韓文公神像
韓文公祠內古井
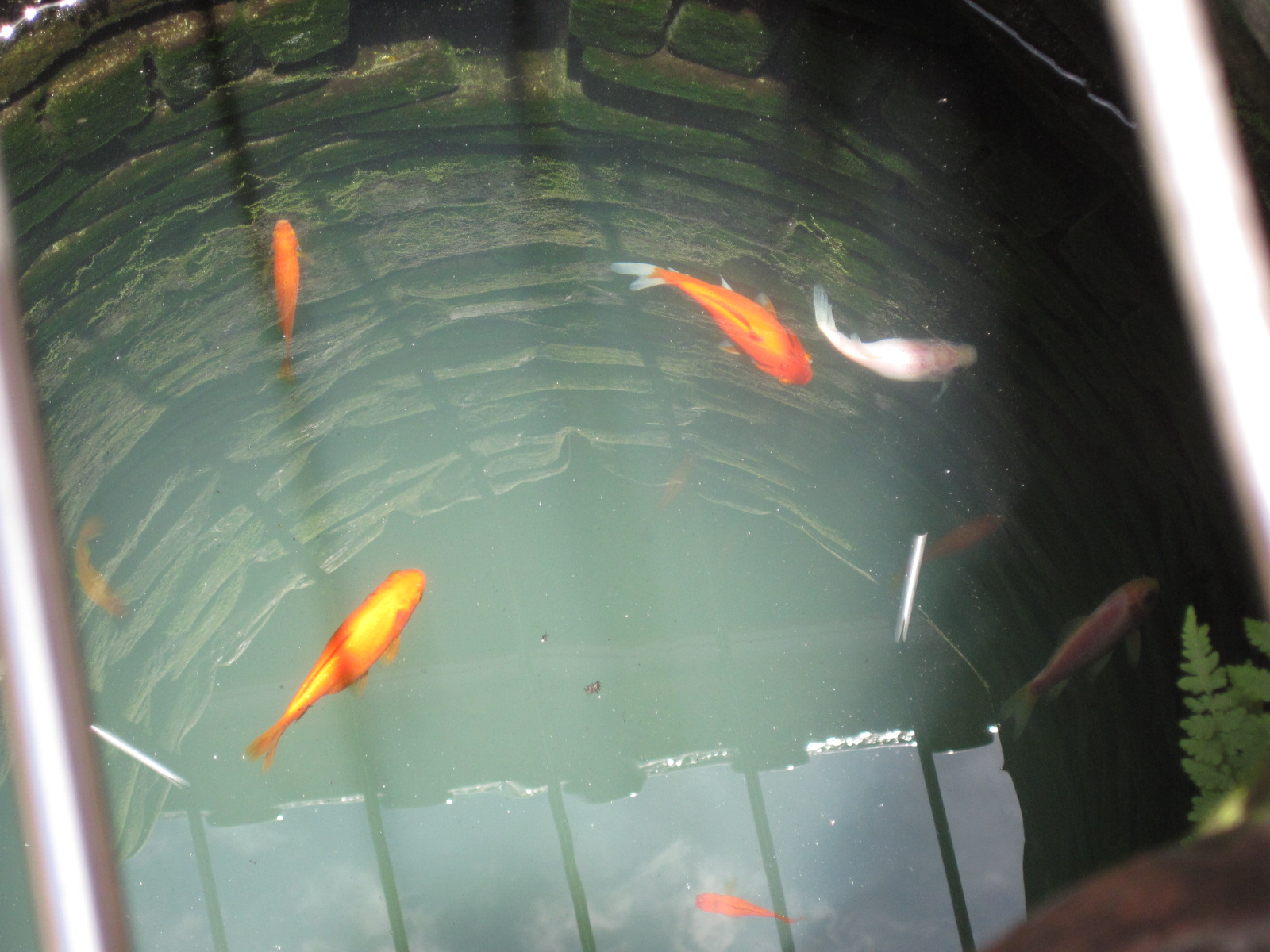
韓文公祠內古井中的魚
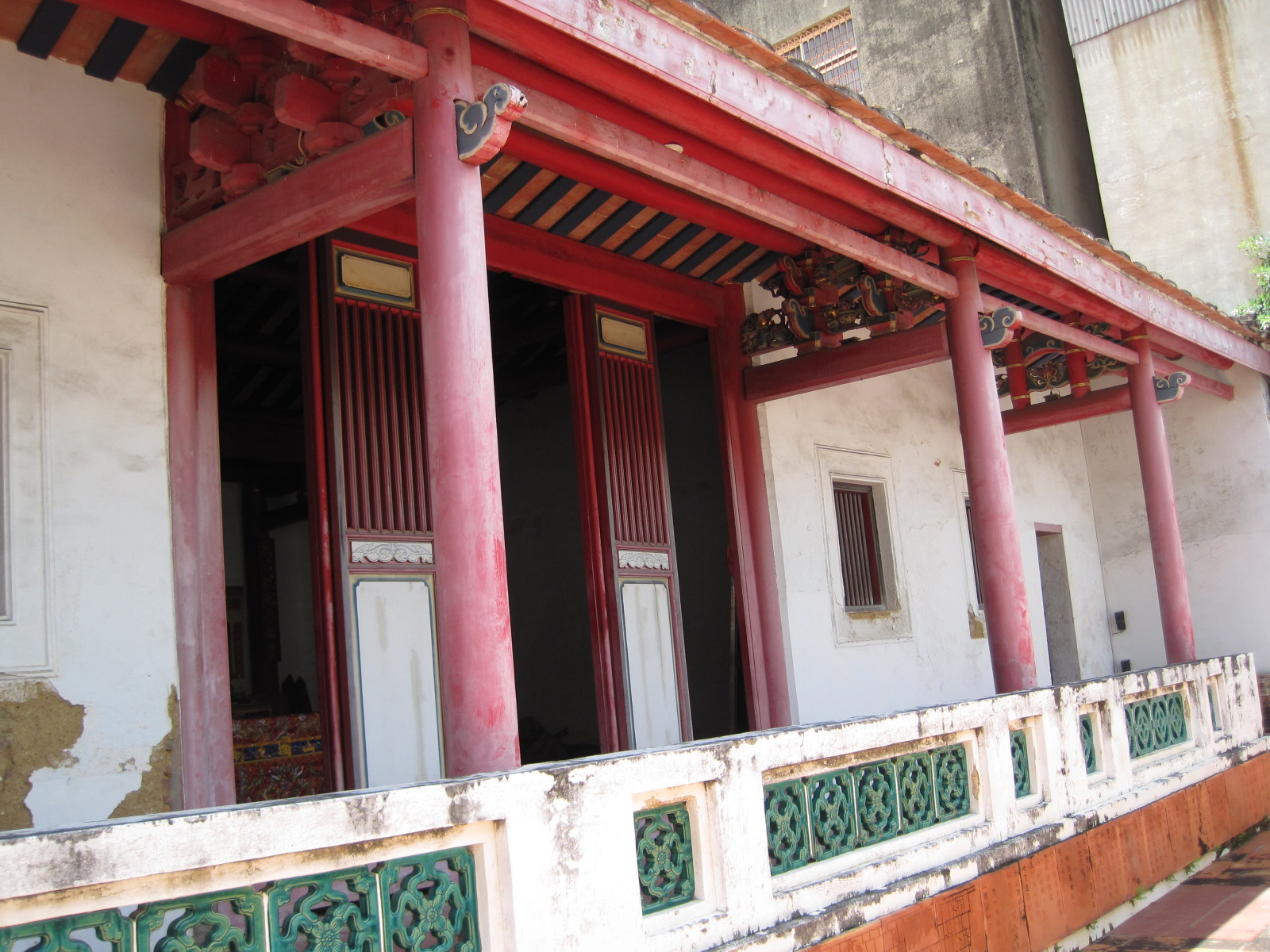
後殿之昔日會館

## 外部連結
- 臺南三山國王廟的Instagram帳戶
- 臺南三山國王廟的Facebook專頁 （页面存档备份，存于）
- 臺南三山國王廟誠心壇的Facebook專頁
- 台南市北區區公所——三山國王廟